# Beni (Congo-Kinshasa)
Beni is een stad in het noordoosten van de Democratische Republiek Congo, aan de westgrens van het Nationaal park Virunga en het Rwenzori-gebergte.

## Overzicht
Er is een markt, een luchthaven en de Université Chretienne Bilingue du Congo. In 2009 was er een geschatte bevolking van 102.624. Beni bestaat uit vier communes: Beni, Bungulu, Ruwenzori en Muhekera.
In de stad vonden hevige gevechten plaats tijdens de Tweede Congolese Burgeroorlog in 2001. Beni heeft ook verschillende MONUC-basissen: delen van de door India geleide Noord-Kivubrigade zijn gelegen in de stad.
Jules Mungwana Kasereka is sinds 2007 burgemeester, hij volgde Julien Kahongya op die gouverneur van Noord-Kivu werd.
In Beni is ook de Belgische chirurg Réginald Moreels werkzaam; hij heeft er in 2023 een chirurgisch centrum opgericht genaamd UNICHIR. 